# Enneapterygius fuscoventer
Enneapterygius fuscoventer és una espècie de peix de la família dels tripterígids i de l'ordre dels perciformes.

## Morfologia
- Els mascles poden assolir 2,3 cm de longitud total.[3][4]

## Hàbitat
És un peix marí de clima tropical i associat als esculls de corall que viu fins als 5 m de fondària.

## Distribució geogràfica
Es troba a Taiwan, les Filipines, Papua Nova Guinea, Fiji, la Samoa Nord-americana i les Illes de la Societat (Polinèsia Francesa).